# Driss Guiga
Pour les articles homonymes, voir Famille Guiga.
Driss Guiga (arabe : إدريس قيقة), né le 21 octobre 1924 à Testour, est un homme politique tunisien.

## Biographie

### Formation et débuts
Né d'un père instituteur à Testour, il entre comme élève au Collège Sadiki à Tunis puis intègre le mouvement national tunisien à l'âge de quatorze ans ; il raconte ainsi cet épisode : « Le 8 avril 1938, les autorités coloniales ont arrêté Ali Belhaouane, notre professeur, qui était responsable de la jeunesse du Néo-Destour, parti nationaliste fondé quatre ans plus tôt. Il s'ensuivit une grève générale, et le collège resta fermé pendant deux mois ». Guiga devient par la suite membre d'une cellule clandestine du parti, fait la connaissance de Habib Bourguiba et devient rapidement « bourguibiste ».
De 1944 à 1947, il poursuit des études de droit et d'histoire à l'université d'Alger où il fait la connaissance de sa future femme, Chacha, une peintre. Il s'inscrit ensuite à la faculté de droit de Paris où il obtient un diplôme de droit privé en 1949. De retour à Tunis, il intègre le cabinet d'avocats de son oncle Bahri Guiga et devient également journaliste à Mission, journal créé par Hédi Nouira. Il est arrêté en 1952 et passe sept mois en prison.

### Homme politique
Après l'indépendance de la Tunisie en 1956, Guiga est successivement nommé secrétaire général de l'Assemblée nationale, directeur de l'administration régionale puis directeur général de la sécurité au ministère de l'Intérieur jusqu'à la découverte du complot contre le président Bourguiba, en 1962, que ses services n'ont pas vu venir. Il dirige par la suite l'Office national du tourisme tunisien pendant sept ans avant de se voir nommer ministre de la Santé en 1969, succédant ainsi à Hédi Khefacha. Le 17 mars 1973, il devient ministre de l'Éducation nationale. Le 31 mai 1976, il est nommé ambassadeur à Bonn, poste qui, selon Ridha Kéfi, correspond en fait à une sanction du Premier ministre Nouira pour son activisme en faveur de la décentralisation universitaire. Lors du départ de ce dernier, en 1980, il revient au gouvernement le 1er mars comme ministre de l'Intérieur, en remplacement d'Othman Kechrid.
Lors des « émeutes du pain », entre le 27 décembre 1983 et le 6 janvier 1984, il appelle à la démission du gouvernement. Traduit devant la Haute Cour pour « haute trahison », il est condamné par contumace à dix ans de prison, ses biens sont saisis et mis sous séquestre judiciaire le 16 juin. Mohamed Mzali lui succède d'ailleurs au poste de ministre de l'Intérieur le 7 janvier. Guiga s'exile alors à Londres et y travaille comme conseiller de l'homme d'affaires saoudien Chamseddine el-Fassi, président d'une fondation pour la promotion du soufisme.
Le 8 novembre 1987, au lendemain de la prise de pouvoir de Zine el-Abidine Ben Ali, il rejoint l'aéroport international de Tunis-Carthage. Il passe alors treize jours à la prison civile de Tunis. Condamné le 13 décembre à cinq ans de prison avec sursis, il est donc relâché.

### Retraite
Vivant à Hammamet, il passe beaucoup de temps à la lecture, racontant même qu'il lit « souvent deux livres à la fois : un en arabe et un en français » ; il a notamment lu l'essai Nous n'avons jamais lu le Coran de Youssef Seddik. Son fils, Kaïs est un homme d'affaires.

### Distinctions
- Commandeur (1968)[5] puis grand cordon (1971)[6] de l'Ordre tunisien de l'Indépendance.

## Publications
- Sur le chemin de Bourguiba : 1934-1984, Tunis, Cérès, 2024, 262 p. (ISBN 978-9973198433)[7].